# Compte long

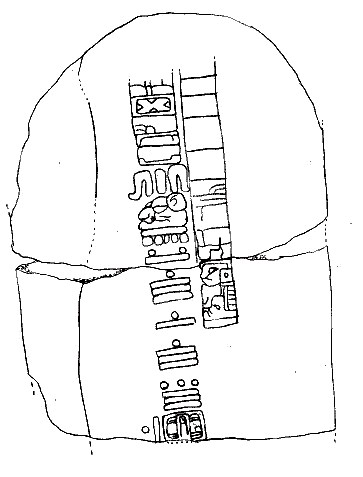
Stèle C de Tres Zapotes.

Le compte long est un système de datation antique caractéristique de la civilisation maya de l'époque classique et dont l’usage omniprésent la distingue de toutes les autres civilisations mésoaméricaines. Comme les autres civilisations de la Mésoamérique, les Mayas connaissaient deux types de calendrier : le calendrier Tzolk'in, un calendrier rituel de 260 jours, et le calendrier haab, un calendrier solaire composé de 365 jours. Ils employaient couramment un troisième type de datation extrêmement précis : le compte long dont le point de départ correspond à la création du monde actuel le 13.0.0.0.0 4 Ajaw, 8 Kumk'u dans la mythologie maya. Selon la corrélation GMT de Thompson de 1950, cette date correspondrait au jour julien 584 283, soit, en calendrier grégorien sans année zéro, au 11 août 3114 av. J.-C.,.

## Origines
Les premières inscriptions en compte long ont été découvertes en dehors de l’ère maya, dans la région de l’isthme de Tehuantepec. Citons la célèbre stèle C de Tres Zapotes, dont la date correspondrait à l'an -31, du moins si le point de départ du calendrier local correspond effectivement à celui de la corrélation GMT (voir ci-dessous).

## Unités
Les Mayas employaient un système vigésimal, c’est-à-dire en base 20, associé à des unités explicites et, en général, limité à 5 places :
- le kin (jour), les Mayas n’ayant pas d’équivalent à notre semaine ;
- le winal, plus ou moins équivalent à notre mois, qui comporte 20 jours ;
- le  tun qui correspond, non pas à 20 × 20, mais à 18 × 20 = 360 jours. Cela fait ainsi apparaitre une irrégularité dans le système vigésimal[6],[1]. Cette unité est proche de l’année solaire. À partir du tun le système est absolument vigésimal ;
- le katun, c'est-à-dire 20 tuns ou « années » ;
- le baktun, c'est-à-dire 20 katuns (= 400 tuns ou « années »).

Le système se prolonge au delà du baktun avec le pictun (20 baktuns ou 8 000 tuns), le kalabtun (20 pictuns ou 160 000 tuns), le kinchiltun (20 kalabtuns ou 3 200 000 tuns), l'alautun (20 kinchiltun soit 64 000 000 tuns ou « années » de 360 jours).

## Notation
C’est la notation dite du « compte long » ou, selon une terminologie plus ancienne que l’on doit à Alfred Maudslay, des « séries initiales » (parce que la plupart des inscriptions maya de l’époque classique débutaient par ce type de date).

Glyphe en forme de coquille équivalent à zéro.

Sur une stèle, une date en compte long apparaît de la manière suivante, dans l'ordre :
- le glyphe d’introduction, dont la partie centrale et variable est le glyphe de la divinité du mois correspondant du calendrier haab et dont la partie fixe dit sous les auspices de quel patron du mois on compte les katuns (les tuns à l’époque préclassique) ; viennent ensuite en colonne par groupe de deux glyphes :
- le nombre de baktuns écoulés depuis le point zéro du calendrier ;
- le nombre de katuns ;
- le nombre de tuns ;
- le nombre de uinals ;
- le nombre de kins ;
- le chiffre et le nom du jour dans le calendrier Tzolk'in ;
- le nom d'un des Neuf Seigneurs de la Nuit correspondant à cette date ;
- un glyphe F, dont nous ne connaissons pas la signification exacte ;
- cinq glyphes liés au cycle lunaire ;
- la date dans le calendrier haab.

Pour indiquer qu’un ordre d’unité est vide, les Mayas utilisaient un glyphe ayant la forme d’une coquille, soit l’équivalent de notre zéro. Par exemple, lorsqu’un mayaniste note une date de la façon suivante : 9.17.0.0.0, il faut comprendre que 9 baktuns, 17 katuns, 0 tun', 0 uinal et 0 kins se sont écoulés depuis ce point zéro.
Les Mayas croyaient à l’existence de « grands cycles » de 13 baktuns (1 872 000 jours), c’est-à-dire approximativement 5 125 années solaires. Selon les conceptions cosmogoniques que les Mayas partageaient avec les autres civilisations mésoaméricaines, il y a une suite vraisemblablement ouverte de créations. L’univers actuel aurait été « créé » en 3114 av. J.-C.. La date exacte en compte long est 13.0.0.0.0 4 Ahau, 8 Cumku, que l’on trouve sur la stèle C de Quiriguá.
Une autre référence au mois d’août 3114 av. J.-C. se trouve sur la stèle 10 de Tikal. D’après la page 168 de la référence : « Les composants présentés ici ont été sélectionnés sur la base de la question de l’origine du Compte Long dont l’étendue couvre la distance temporelle séparant le début du présent supercycle historique, un jour d’août 3114 av. J.-C., de sa fin, un jour de décembre 2012, selon la corrélation GMT. Ce jour d’août 3114 av. J.-C. n’est pas celui du commencement de toutes choses comme le suggère la date sculptée sur la stèle 10 de Tikal : celle-ci fait référence à un jour antérieur de près de 5 millions d’années relativement à la date d’érection du monument. » Les théories relatives à la « fin du monde » le 21 décembre 2012 partent donc d’une conception erronée du calendrier maya car il ne peut évidemment s’agir que de la fin d’un monde, c’est-à-dire du supercycle de 13 baktuns (5 125 ans environ) commencé en août 3114 avant notre ère. D’après R.J. Sharer, ce supercycle se terminerait le 21 décembre 2012, tandis que selon L. Schele et D. Freidel, ce serait plutôt le 23 décembre 2012.
Ce système typique de l’Époque classique disparaît des stèles et des monuments au Xe siècle. La dernière date connue de fin de baktun en compte long gravée sur un monument provient du site de Toniná : 10.4.0.0.0, c’est-à-dire l’an 909. À l’Époque postclassique, il ne subsistait plus sur les monuments qu’un système simplifié de « compte court » composé de périodes de 13 katuns, c’est-à-dire 260 ans.

## Corrélation GMT
Pour faire correspondre une date en compte long à une date de notre calendrier, on se fonde sur des événements de l'époque de la colonisation espagnole (XVIe siècle) attestés à la fois en « compte court » et en calendrier julien, par exemple la fondation de la ville de Mérida (Mexique) le 6 janvier 1542 :

« En l’an 1542, 1 Pop tombant sur le 13 K’an, les Espagnols fondèrent une colonie à Tiho (c’est-à-dire Mérida)… »

— Extrait des Annales d’Oxkutzcab.
 Ensuite on établit une corrélation entre le compte court et le compte long de l’époque classique. Il existe plusieurs systèmes de corrélation et la plupart des spécialistes suivent la corrélation GMT. Il suffit alors de faire la conversion en calendrier julien et puis en calendrier grégorien. Des datations au carbone 14 de linteaux en bois datés retrouvés à Tikal supportent la validité du système GMT.